# Alvin Paul Kitchin

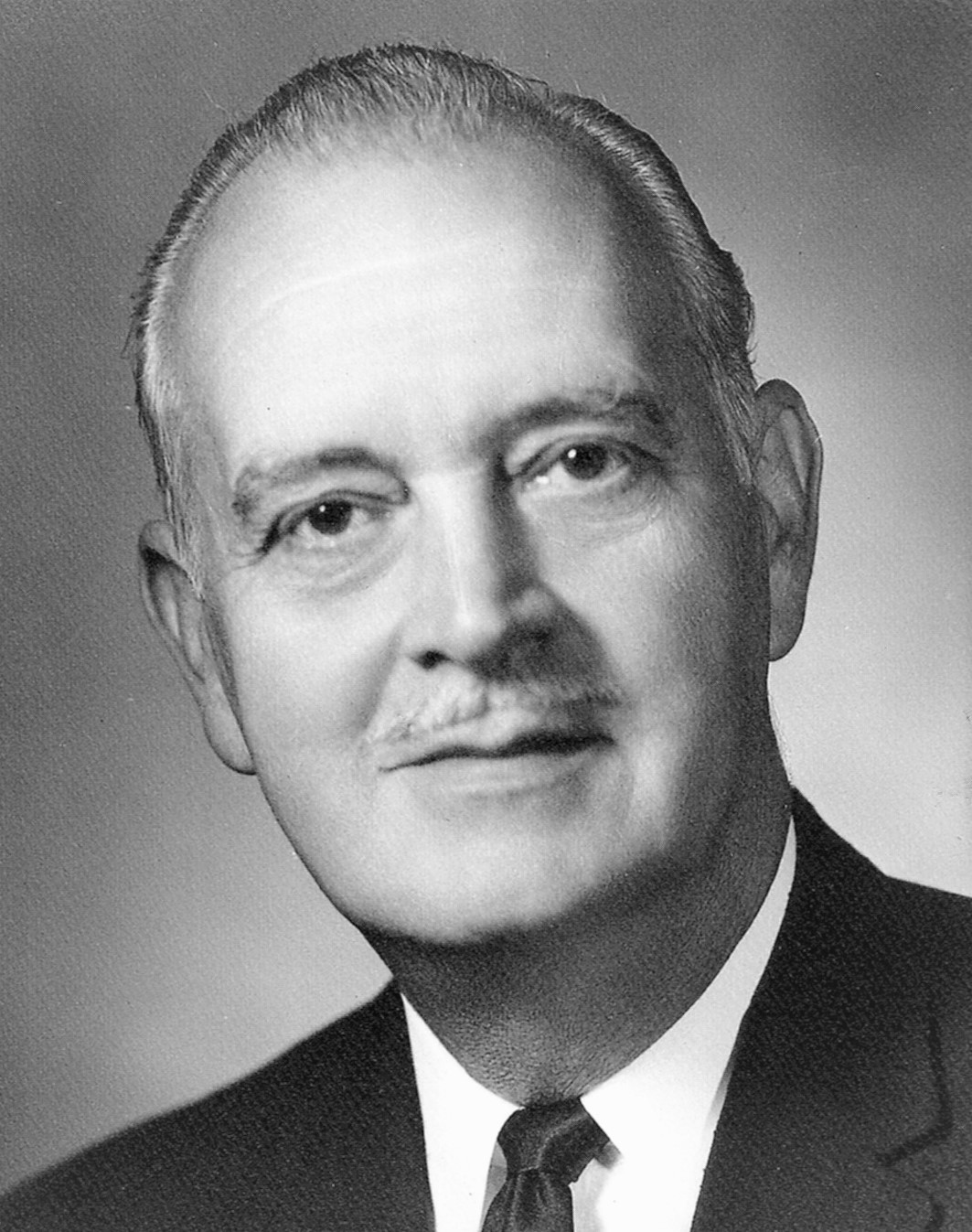
Alvin Paul Kitchin (1960)

Alvin Paul Kitchin (* 13. September 1908 in Scotland Neck, Halifax County, North Carolina; † 22. Oktober 1983 in Wadesboro, North Carolina) war ein US-amerikanischer Politiker. Zwischen 1957 und 1963 vertrat er den Bundesstaat North Carolina im US-Repräsentantenhaus.

## Werdegang
Alvin Kitchin war ein Enkel von William H. Kitchin (1837–1901) sowie ein Neffe von Claude Kitchin (1863–1923) und William Walton Kitchin (1866–1924), die allesamt Kongressabgeordnete für den Staat North Carolina waren. Er besuchte die öffentlichen Schulen seiner Heimat und von 1923 bis 1925 das Oak Ridge Military Institute. Nach einem anschließenden Jurastudium an der Wake Forest Law School und seiner 1930 erfolgten Zulassung als Rechtsanwalt begann er in Scotland Neck in diesem Beruf zu arbeiten. Zwischen 1933 und 1945 war er in der Bundeshauptstadt Washington, D.C. für das FBI tätig. Danach praktizierte er wieder als Jurist in Scotland Neck.
Politisch war Kitchin Mitglied der Demokratischen Partei. Bei den Kongresswahlen des Jahres 1956 wurde er im achten Wahlbezirk von North Carolina in das US-Repräsentantenhaus in Washington gewählt, wo er am 3. Januar 1957 die Nachfolge von Charles B. Deane antrat. Nach zwei Wiederwahlen konnte er bis zum 3. Januar 1963 drei Legislaturperioden im Kongress absolvieren. Diese waren von den Ereignissen der Bürgerrechtsbewegung und des Kalten Krieges bestimmt.
1962 unterlag Kitchin dem Republikaner Charles R. Jonas. In den folgenden Jahren betätigte er sich wieder als Rechtsanwalt. Er starb am 22. Oktober 1983 in Wadesboro.